# جيسيكا سالازار
جيسيكا سالازار (بالإسبانية: Yessica Salazar)‏ (و. 1974 – م) هي ممثلة، وممثلة تلفزيونية، وعارضة، ومتسابقة ملكة الجمال، من المكسيك، ولدت في غوادالاخارا.

## وصلات خارجية
- جيسيكا سالازار على موقع IMDb (الإنجليزية)
- جيسيكا سالازار على موقع قاعدة بيانات الفيلم (الإنجليزية)